# Nguyễn Văn Mỹ (thiếu tướng công an)
Nguyễn Văn Mỹ là một tướng lĩnh Công an nhân dân Việt Nam, cấp bậc Thiếu tướng.

## Tiểu sử
Nguyễn Văn Mỹ là đảng viên Đảng Cộng sản Việt Nam.
Khi đang giữ chức vụ Vụ trưởng Vụ Tổ chức cán bộ, Bộ Công an, Nguyễn Văn Mỹ được Thủ tướng Chính Phủ Phan Văn Khải quyết định phong hàm Thiếu tướng Công an nhân dân Việt Nam vào ngày 9 tháng 1 năm 2005 .
Trước khi nghỉ hưu theo chế độ, ông là Thiếu tướng, Phó Chủ nhiệm Thường trực Ủy ban Kiểm tra Đảng ủy Công an Trung ương.

## Lịch sử thụ phong quân hàm
| Năm thụ phong | –        | –         | –      | –        | –        | –         | –      | 2005        |
| ------------- | -------- | --------- | ------ | -------- | -------- | --------- | ------ | ----------- |
| Quân hàm      |          |           |        |          |          |           |        |             |
| Cấp bậc       | Trung úy | Thượng úy | Đại úy | Thiếu tá | Trung tá | Thượng tá | Đại tá | Thiếu tướng |